# Кириченко Петро Миколайович
Петро́ Микола́йович Кириче́нко (* 1952, Макіївка, Донецька область, Українська РСР) — український бізнесмен, головний свідок американської прокуратури в справі Лазаренка, свідок у справі вбивства Євгена Щербаня.

## Життєпис

### Молоді роки і створення бізнесу
Працював у торгових представництвах СРСР в Угорщині та Польщі. 1989 року почав займатись власним бізнесом. У 1990 році заснував у Дніпропетровську компанію «АгроПостачЗбут», що торгувала продуктами харчування.
На початку 1993 року був змушений віддати половину акцій підприємства Павлові Лазаренку, на той час губернатору області. Згодом це було кваліфіковано як вимагання з боку Лазаренка і стало одним із пунктів офіційного звинувачення у суді. Тоді ж у банку American Bank in Poland у Варшаві разом з Лазаренком відкрив рахунок компанії «АгроПостачЗбут», одночасно був відкритий перший рахунок для Лазаренка. Після цього у перелік засновників компанії з часткою 50 % акцій була включена Карова, тітка дружини Лазаренка.
Згодом створив торгову компанію ABS Trading у США і оселився у Польщі, намагаючись емігрувати до США. У лютому 1995 року був заарештований у Варшаві за незаконне зберігання пістолета в ході розслідування кримінальної справи про вбивство. Був звільнений під заставу через місяць за сприяння Лазаренка, який звернувся до польського прокурора з проханням про сприяння у справі. Після звільнення під приводом поїздки до України втік до США, зазначивши при оформленні документів, що ніколи не затримувався. Також завищив торгові статки своєї компанії ABS Trading, виготовив фальшивий рахунок-фактуру.
Брав участь у політичному житті України, член партії «Громада».

### Судове переслідування і свідчення
Перебуваючи у США, відкривав транзитні фірми, через які здійснювалась протизаконна фінансова діяльність Лазаренка. Інформація про ділові стосунки з Лазаренком міститься, серед іншого, у так званих «Панамських документах» — їхні спільні компанії B.V.I. та Bainfield Company Ltd., зареєстровані через панамську Mossack Fonseca, використовувались для незаконного виведення коштів з України на рахунки Лазаренка.
У 1999 був затриманий у Каліфорнії за запитом прокуратури Швейцарії у справі про відмивання коштів Лазаренка і Кириченка. Деякий час утримувався в спільній камері з Лазаренком і у грудні 1999 року вирішив давати свідчення проти нього. У травні 2000 року уклав угоду з урядом США, за якою отримав право натуралізуватися в Америці та уникнути кримінального переслідування, визнавши себе винним за одним пунктом обвинувачення та сплативши 3 мільйони доларів штрафу. Свідчення стали основними у справі Лазаренка.
У 2004 році дав свідчення, що перерахував Лазаренку 30 мільйонів доларів, допомагав відмивати гроші через Антигуа, Швейцарію та Польщу.
У 2011, після затримання дружини у Києві, яка за підробленим підписом намагалася продати квартиру, погодився свідчити українському слідству у справі про вбивство народного депутата і бізнесмена Євгена Щербаня. Ці свідчення команда Януковича намагалась використати у кримінальній справі проти Юлії Тимошенко, проте він таких свідчень не дав.